# Leonard Carmichael
Léonard Carmichael (9 novembre 1898 - 16 septembre 1973) est un éducateur et psychologue américain. Il est le septième secrétaire de la Smithsonian Institution.

## Éducation et carrière universitaire
Carmichael, fils d'un médecin et d'un enseignant, est né en 1898 à Germantown, en Pennsylvanie. Il obtient son diplôme BS de l'Université Tufts en 1921 et son doctorat de l'Université Harvard en 1924. Il est un frère de la fraternité Theta Delta Chi pendant son séjour à Tufts. Il devient instructeur au département de psychologie de l'Université de Princeton en 1924 et est nommé professeur adjoint en 1926. En 1927, il rejoint la faculté de l'Université Brown, où il enseigne pendant quatorze ans et fait des recherches sur le comportement des primates. En 1937, il s'installe à l'Université de Rochester puis, en 1938, il est nommé président de l'Université Tufts, où il reste jusqu'à son départ pour le Smithsonian en 1953.

## Secrétaire du Smithsonian
Carmichael est secrétaire de la Smithsonian Institution de 1953 à 1964. Il est le premier secrétaire à être embauché de l'extérieur de l'institution, plutôt que promu de l'intérieur. Pendant le mandat de Carmichael, la National Portrait Gallery est créée, le Patent Office Building est acquis pour les American Art and Portrait Galleries et le Museum of History and Technology (maintenant le Musée national d'histoire américaine) est ouvert. De nouvelles ailes sont ajoutées au Musée national d'histoire naturelle des États-Unis, le diamant Hope est offert par Harry Winston et l'éléphant Fénykövi est dévoilé dans la rotonde du Muséum d'histoire naturelle. Le Smithsonian Astrophysical Observatory est revitalisé et déplacé à Cambridge, Massachusetts. En 1957, lors du lancement de Spoutnik, l'observatoire est le seul laboratoire américain capable de suivre le satellite soviétique. Après la mort d'un visiteur au parc zoologique national, Carmichael demande un financement supplémentaire pour des améliorations majeures afin de respecter les règles de sécurité. Les Amis du zoo national sont créés et un plan directeur pour l'amélioration du zoo est lancé.

## Fin de carrière et héritage
Après avoir quitté le Smithsonian, Carmichael devient vice-président pour la recherche et l'exploration de la National Geographic Society. En 1972, il reçoit la Médaille du bien-être public de l'Académie nationale des sciences. Une organisation de services communautaires de l'Université Tufts, la Leonard Carmichael Society ; Carmichael Hall, un dortoir et une salle à manger sur le campus de Tufts; et le cratère lunaire Carmichael sont nommés en son honneur.
Carmichael est parfois mentionné dans le cadre du projet MKULTRA.
Il est décédé le 16 septembre 1973.